# Здание почтовой станции губернского казначейства (Чернигов)
Здание почтовой станции губернского казначейства — памятник архитектуры местного значения в Чернигове. В настоящее время здание не используется.

## История
Решением исполкома Черниговского областного совета народных депутатов от 19.02.1985 № 75 дому присвоен статус памятник архитектуры местного значения с охранным № 22-Чг. Здание имеет собственную «территорию памятника» и расположено в «комплексной охранной зоне памятников исторического центра города», согласно правилам застройки и использования территории. На здании установлена информационная доска.
Решением Черниговского городского совета от 31.03.2016 № 6/VII-37 дом был передан в коммунальную собственность города Чернигова.

## Описание
Здание построено в начале XIX века по плану города Чернигова 1805 года на Гончей улице на территории Детинца возле древнего въезда со стороны Петербурга и Глухова. Каменный, 2-этажный, П-образный в плане дом, со стороны входа эркер в два этажа. Построен в традициях классицизма. 
В середине XIX века почтовая станция была перенесена на Красную улицу, затем — на Александровскую площадь между Воскресенской и Владимирской улицами (на месте современного дома № 37 проспекта Мира)
Здесь размещалось губернское казначейство, после 1917 года — библиотека, после Великой Отечественной войны — столовая Черниговского речного порта, затем Дворец торжественных событий. В последние годы здесь были расположены офисы и банковское отделение, в настоящее время здание не используется.